# باول هيرمان باك
باول هيرمان باك (بالإنجليزية: Paul Herman Buck)‏ هو مؤرخ أمريكي، ولد في 25 أغسطس 1899 في كولومبوس في الولايات المتحدة، وتوفي في 1978 في كامبريدج في الولايات المتحدة.